# کارت اعتباری ایران کیش
شرکت کارت اعتباری ایران کیش، شرکت خدمات مالی و پرداخت الکترونیک ایرانی است، که در فروردین ۱۳۸۲ باماموریت «صدور و ارایه خدمات کارت اعتباری» آغاز به فعالیت نمود و با مجوز شماره ۱۵۹۲ مورخ ۲۳ فروردین ۱۳۸۲ در اداره ثبت شرکت‌ها و مالکیت‌های صنعتی و معنوی منطقه آزاد کیش به ثبت رسید.

## سهامداران عمده
- شرکت سرمایه‌گذاری ایرانیان
- بانک تجارت
- شرکت سرمایه‌گذاری خوارزمی
- بانک سپه[۶]

## جوایز و افتخارات
برخی از جوائز اعطایی به کارت اعتباری ایران کیش (سهامی عام) بشرح ذیل می‌باشد:
- کسب تندیس بیست و پنجمین نمایشگاه بین‌المللی الکامپ در سال ۱۳۹۸
- کسب جایزه دکترنوربخش
- کسب جایزه ملی تعالی
- کسب گواهینامه جایزه ملی مدیریت مالی ایران
- کسب گواهینامه اهتمام برای تعالی آموزش و توسعه منابع انسانی
- اعطاء تندیس لوح تقدیر بزرگترین شرکت PSP ایران
- کسب مقام اول جشنواره ملی بهره‌وری
- اعطاء تندیس لوح تقدیر بزرگترین شبکه پایانه‌های فروش ایران
- کسب مقام اول در اجرای پروژه‌های انفورماتیک
- کسب تندیس زرین اعتماد مشتریان در صنعت بانکداری
- کسب تندیس زرین مدیریت روابط عمومی در حوزه ارتباطات مشتریان
- اعطاء تندیس لوح تقدیر بزرگترین شبکه پایانه‌های فروش ایران

## اتهام خدمات به سایت‌های قمار
پس از گسترده شدن فعالیت سایت‌های شرط‌بندی در ایران، بعضی از شرکتهای خدمات پرداخت از جمله شرکت کارت اعتباری ایران کیش به ارائه خدمات به سایت‌های قمار، چه سایت‌های دارای اینماد و چه سایت‌های بدون آن متهم شدند.
در مقابل ایران کیش اعلام کرده که فعالیتش طبق شرع و قانون است و در صورت مشاهدهٔ سایت‌های قمار آنها را مسدود می‌کند.